# Francesco Gritti
Francesco (Checco) Gritti (Venise, 1740 - 1811) est un poète et traducteur vénitien, fils de la poétesse Cornelia Barbaro Gritti, sœur d'Angelo Maria Barbaro, de la famille patricienne Barbaro.

## Œuvres
- L'acqua alta ovvero le nozze in casa dell'avaro, commedia veneziana in versi sciolti, 1769
- Gustavo Wasa, tragedia di Alessio Piron tradotta dal nobile Francesco Gritti, Venise, 1798
- Merope, tragedia del Signor di Voltaire, tradotta dal cittadino Francesco Gritti, Venise, 1797
- Poesie di Francesco Gritti, in dialetto veneziano, Venise, G. Missiaglia, 1824 (lire)